# Бадряшево
Бадря́шево (рос. Бадряшево, башк. Бәҙрәш) — присілок (у минулому село) у складі Татишлинського району Башкортостану, Росія. Адміністративний центр Бадряшевської сільської ради.
Населення — 361 особа (2010; 394 у 2002).
Національний склад:
- башкири — 91 %